# Sphyrotheca multifasciata
Sphyrotheca multifasciata är en urinsektsart som först beskrevs av Reuter 1881.  Sphyrotheca multifasciata ingår i släktet Sphyrotheca, och familjen Sminthuridae. Arten är reproducerande i Sverige.